# Championnats de France d'athlétisme 1907
Navigation
Championnats 1906 Championnats 1908

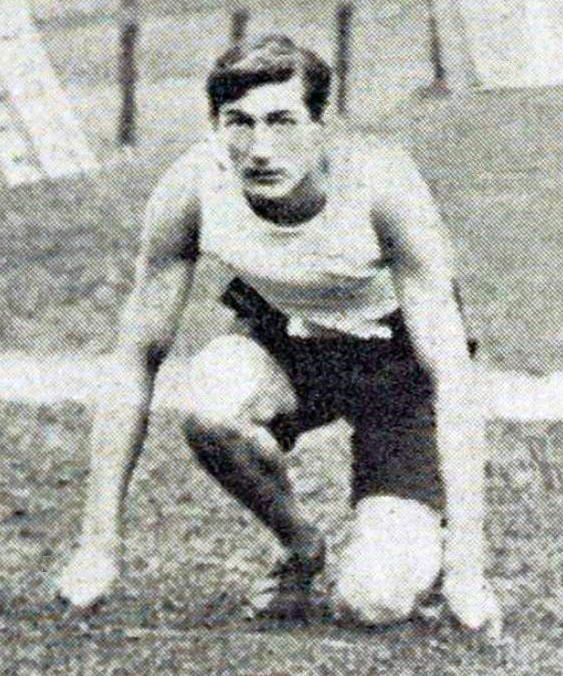
Francis Rod, Suisse, licencié au RCF et champion de France sur 100m. et 110m. haies en 1907 (ici en 1906).

Les Championnats de France d'athlétisme 1907 ont eu lieu le 30 juin 1907 à la Croix-Catelan, à Paris.

## Palmarès
| Discipline                 | Athlète               | Performance  |
| -------------------------- | --------------------- | ------------ |
| 100 m                      | Francis Rod (SUI)     | 12 s 0       |
| 400 m                      | Marc Bellin du Côteau | 51 s 4       |
| 800 m                      | A. Pouillot           | 2 min 3 s 2  |
| 1 500 m                    | Jacques Keyser (NED)  | 4 min 10 s 2 |
| 110 m haies                | Francis Rod (SUI)     | 16 s 6       |
| 400 m haies                | Eugène Choisel        | 59 s 8       |
| 4 000 m steeple            | Louis de Fleurac      | 13 min 32 s  |
| Saut en hauteur            | Géo André et Berthet  | 1,75 m       |
| Saut en hauteur sans élan  | Alfred Motté          | 1,49 m       |
| Saut à la perche           | Albert Moustey        | 3,20 m       |
| Saut en longueur           | Charles Hervoche      | 6,76 m       |
| Saut en longueur sans élan | Henri Jardin          | 3,24 m       |
| Lancer du poids            | André Tison           | 12,64 m      |
| Lancer du disque           | André Tison           | 40,43 m      |